# Lista de filmes produzidos pela American Broadcasting Company
A American Broadcasting Company começou com a compra da biblioteca Selznick da propriedade David O. Selznick. Em 1965, a ABC criou sua própria empresa de produção de filmes  (ABC Pictures International) para distribuição internacional. Os filmes do estúdio seriam distribuídos por Cinerama Releasing Corporation. O estúdio nunca obteve lucro para a ABC e foi encerrado em 1972.
Em maio de 1979, a ABC voltou mais tarde à produção cinematográfica como ABC Motion Pictures com distribuição da 20th Century Fox  O estúdio fecharia em 1985. 

## Lista de filmes
| Data de Lançamento      | Título                                  | Companhia da produção         | Distribuidora                       |
| ----------------------- | --------------------------------------- | ----------------------------- | ----------------------------------- |
| 20 de dezembro de 1967  | Smashing Time                           | Selmur Pictures               | Paramount Pictures                  |
| 1968                    | Diamonds for Breakfast                  | ABC Pictures                  | Paramount Pictures                  |
| 1 de maio de 1968       | A Minute to Pray, a Second to Die       | Selmur Pictures               | Cinerama Releasing Corporation      |
| 17 de julho de 1968     | For Love of Ivy                         | Palomar Pictures              | Cinerama Releasing Corporation      |
| 23 de setembro de 1968  | Charly                                  | ABC Pictures                  | Cinerama Releasing Corporation      |
| 7 de outubro de 1968    | Shalako                                 | Palomar Pictures              | Cinerama Releasing Corporation      |
| 9 de dezembro de 1968   | The Birthday Party                      | Palomar Pictures              | Continental Distribution            |
| 11 de dezembro de 1968  | The High Commissioner                   | ABC Pictures                  | Cinerama Releasing Corporation      |
| 12 de dezembro de 1968  | The Killing of Sister George            | Palomar Pictures              | Cinerama Releasing Corporation      |
| 17 de dezembro de 1968  | Candy                                   | Selmur Pictures               | Cinerama Releasing Corporation      |
| 18 de dezembro de 1968  | Hell in the Pacific                     | Selmur Pictures               | Cinerama Releasing Corporation      |
| 14 de maio de 1969      | Krakatoa, East of Java                  | ABC Pictures                  | Cinerama Releasing Corporation      |
| 15 de maio de 1969      | Midas Run                               | Selmur Pictures               | Cinerama Releasing Corporation      |
| 18 de gosto de 1969     | Take the Money and Run                  | ABC Pictures Palomar Pictures | Cinerama Releasing Corporation      |
| 20 de agosto de 1969    | What Ever Happened to Aunt Alice?       | ABC Pictures Palomar Pictures | Cinerama Releasing Corporation      |
| 10 de dezembro de 1969  | They Shoot Horses, Don't They?          | ABC Pictures Palomar Pictures | Cinerama Releasing Corporation      |
| 20 de maio de 1970      | Too Late the Hero                       | ABC Pictures Palomar Pictures | Cinerama Releasing Corporation      |
| 12 de agosto de 1970    | Lovers and Other Strangers              | ABC Pictures                  | Cinerama Releasing Corporation      |
| 1 de outubro de 1970    | How Do I Love Thee?                     | ABC Pictures                  | Cinerama Releasing Corporation      |
| 4 de novembro de 1970   | Song of Norway                          | ABC Pictures                  | Cinerama Releasing Corporation      |
| 24 de janeiro de 1971   | Zachariah                               | ABC Pictures                  | Cinerama Releasing Corporation      |
| 28 de janeiro de 1971   | The Last Valley                         | ABC Pictures                  | Cinerama Releasing Corporation      |
| 26 de fevereiro de 1971 | The 300 Year Weekend                    | ABC Pictures                  | Cinerama Releasing Corporation      |
| 28 de maio de 1971      | The Grissom Gang                        | ABC Pictures                  | Cinerama Releasing Corporation      |
| 14 de julho de 1971     | The Touch                               | ABC Pictures                  | Cinerama Releasing Corporation      |
| 11 de setembro de 1971  | Suppose They Gave a War and Nobody Came | ABC Pictures                  | Cinerama Releasing Corporation      |
| 17 de setembro de 1971  | Kotch                                   | ABC Pictures                  | Cinerama Releasing Corporation      |
| 22 de dezembro de 1971  | Straw Dogs                              | ABC Pictures                  | Cinerama Releasing Corporation      |
| 13 de fevereiro de 1972 | Cabaret                                 | ABC Pictures                  | Allied Artists Pictures Corporation |
| 16 de junho de 1972     | The Strange Vengeance of Rosalie        | Palomar Pictures              | 20th Century Fox                    |
| 16 de junho de 1972     | What Became of Jack and Jill?           | Palomar Pictures              | 20th Century Fox                    |
| 2 de agosto de 1972     | Junior Bonner                           | ABC Pictures                  | Cinerama Releasing Corporation      |
| 23 de agosto de 1972    | To Kill a Clown                         | Palomar Pictures              | 20th Century Fox                    |
| 27 de setembro de 1972  | The Darwin Adventure                    | Palomar Pictures              | 20th Century Fox                    |
| 17 de setembro de 1972  | The Heartbreak Kid                      | Palomar Pictures              | 20th Century Fox                    |
| 20 de dezembro de 1972  | Sleuth                                  | Palomar Pictures              | 20th Century Fox                    |
| 9 de agosto de 1973     | Gordon's War                            | Palomar Pictures              | 20th Century Fox                    |
| 16 de julho de 1982     | Young Doctors in Love                   | ABC Motion Pictures           | 20th Century Fox                    |
| 29 de outubro de 1982   | National Lampoon's Class Reunion        | ABC Motion Pictures           | 20th Century Fox                    |
| 14 de dezembro de 1983  | Silkwood                                | ABC Motion Pictures           | 20th Century Fox                    |
| 28 de setembro de 1984  | Impulse                                 | ABC Motion Pictures           | 20th Century Fox                    |
| 14 de dezembro de 1984  | The Flamingo Kid                        | ABC Motion Pictures           | 20th Century Fox                    |
| 14 de junho de 1985     | Prizzi's Honor                          | ABC Motion Pictures           | 20th Century Fox                    |
| 6 de junho de 1986      | SpaceCamp                               | ABC Motion Pictures           | 20th Century Fox                    |